# Zprávy památkové péče
Zprávy památkové péče jsou specializovaný časopis, vydávaný od roku 1937, který přináší informace z oblasti památkové péče a souvisejících disciplín (konzervace a restaurování památek, archeologie, dějiny umění, architektury a památkové péče). V letech 1942–1947 časopis nevycházel, v letech 1962–1976 vycházel pod názvem Památková péče, v letech 1976–1992 Památky a příroda, v roce 1992 se vrátil k původnímu názvu Zprávy památkové péče. Přejmenováván byl i jeho vydavatel.
Časopis publikuje výsledky vědecké a výzkumné činnosti v oblasti památkové péče (zejména aplikovaný výzkum). V roce 2015 patřil mezi recenzovaná neimpaktovaná periodika.
Vydavatelem časopisu je generální ředitelství Národního památkového ústavu. Šéfredaktorkou je Magdaléna Nespěšná Hamsíková.

## Redaktoři
- Kamil Novotný (1938–1943)
- Jiří Hilmera (1947–1961)
- Václav Mencl
- Pavel Čechura
- Eva Matyášová (do roku 1992)
- Jan Sommer (1992–2002)
- Kateřina Bečková
- Lukáš Hyťha
- Ladislav Zikmund-Lender
- Jakub Bachtík (do roku 2019)
- Tereza Johanidesová (2020–2025)
- Magdaléna Nespěšná Hamsíková (od roku 2025)